# Drawskosøen
 
Drawskosøen (tysk: Dratzigsee) er en sø beliggende i nærheden af byen Czaplinek i voivodskabet vestpommern i Polen. Den er 1.956 hektar stor, 12,6 km lang og 3,9 km bred. Højeste dybde er 79,7 m, hvilket gør den til den næstdybeste sø i Polen (efter Hańcza- søen).